# سيد بالانتري
سيد بالانتري: قصة شتاء (بالإنجليزية: The Master of Ballantrae)، هي رواية مغامرة، للمؤلف الإسكتلندي روبرت لويس ستيفنسون، يركز على الصراع بين شقيقين من النبلاء الإسكتلنديين مزقتهما الانتفاضة اليعقوبية عام 1745. قام ستيفسون بتأليف الكتاب في تاوتيرا بعد أن استعاد صحته.

## روابط خارجية
- سيد بالانتري على موقع الموسوعة البريطانية (الإنجليزية)